# Sidi Napon
Sidi Napon (né le 29 août 1972 en République de Haute-Volta, aujourd'hui Burkina Faso) est un joueur de football international burkinabé, qui évoluait au poste de milieu de terrain.

## Biographie

### Carrière en sélection
Avec l'équipe du Burkina Faso, il joue entre 1995 et 1998, et figure notamment dans le groupe des sélectionnés lors des Coupes d'Afrique des nations de 1996 et de 1998.